# 須田一二三
須田 一二三（すだ ひふみ、1942年7月14日 - ）は、元競輪選手。三重県出身。現役時代は、全国競輪選手会→日本競輪選手会岐阜支部所属。選手登録番号7110。日本競輪学校（当時。以下、競輪学校）第16期生。

## 来歴
1962年7月21日、競輪学校第16期生として、高松競輪場でデビューして1着。同期には稲村雅士、工藤元司郎らがいる。
デビュー後は連勝を続け、2022年時点でも未だ破られていない競輪選手の最多連勝記録である37連勝を果たした。
- ちなみに須田が37連勝を達成した当時は特別進級（特進）制度がなく、同制度が設けられてからの最多連勝記録は坂本勉の35連勝である。

1964年に行われた第18回日本選手権競輪（後楽園競輪場）決勝3着など、いくつかの大会で特別競輪（現在のGI）の決勝進出歴があるが、優勝は一度も果たせなかった。1975年の日本選手権競輪（千葉競輪場）では、優勝を果たすことになる高橋健二の、最終ホームからの捨て身の先行策に乗ってその番手でレースを進めるという、絶好の好機を得たものの、勝負どころの最終3角付近で高橋についていけなかったことが災いし、4着に終わった。
1999年4月6日、選手登録削除。通算戦績2884戦645勝。 